# Загвоздин, Николай Сергеевич
Никола́й Серге́евич Загво́здин (бел. Мікалай Сяргеевіч Загвоздзін; (31 августа 1991, Калинковичи, Белорусская ССР, СССР) — белорусский футболист, полузащитник клуба МНПЗ.

## Карьера

### Клубная
Воспитанник калинковичского футбола, однако ещё в юношеском возрасте перешёл в минское «Динамо», заключив первый профессиональный контракт в 14 лет.
Карьеру начинал в дубле минской команды, но не сумев пробиться в основной состав, выступал на правах аренды в «Березе-2010», светлогорском «Химике» и «Динамо-2» (Минск). В 2013 году перешёл в статусе свободного агента в «Городею». С 2014 по 2016 года выступал за «Гомельжелдортранс», став одним из лидеров команды. Во второй половине сезона-2016 перешёл в «Гранит» Микашевичи, но не сумел с командой сохранить место в высшей лиге. В начале 2017 года перешёл в «Лиду», но уже в июле покинул клуб. С августа 2017 года выступал за «Локомотив».
В августе 2019 года покинул гомельский клуб и вскоре пополнил состав речицкого «Спутника». В сезоне 2020 чередовал выходы в стартовом составе и со скамейки запасных.
В феврале 2021 года покинул «Спутник» и подписал контракт с петриковским «Шахтёром».

### В сборной
Загвоздин выступал за юношескую сборную (до 19) на мемориале Гранаткина в 2009 году, проведя за сборную 4 матча.